# Rise of Legends
Rise of Legends (hr. Buđenje legendi) je strateška računalna igra čija se radnja uglavnom izvodi u realnom vremenu, tek s elementima igre na poteze, srodna igri Rise of Nations. Proizvođač je Big Huge Games, a izdavač Microsoft game studios. 

## Radnja
Radnja igre je smještena u nestvarni svijet Aio, u kome se tri hominidne rase bore za svoj životni prostor na više nego nevjerojatan način. Svaka rasa je jedinstvena, podređena nekoj sili kako bi se izborila za svoje ciljeve, s mračnim protivnicima podređenima zloj srani te iste sile. Dakle, osnova radnje jeste vječna borba između dobra izla, od ljudskog do božanskog. Tri rase, Vinci, Alin i Cuotl sa svojim jedinstvenim moćima, slabostma, arhitekturom, vojnom i životnom silom, moraju spasiti sivjet od uništenja. Zanimljivo je da svaka rasa na neki način odgovara nekome stvarnome narodu u određenom vremenu povijesti. Radnja prati životnu priču Giacoma, mladog lorda od Miane. On prvo vodi rat proiv Dogea, vojvode od Venuccia, za ujedinjenje svih vincijevskih gradova-država, zatim se zajedno s Alinima bori protiv džina Sawua, koji se odmetnuo od škole Stakla, i formirao školu Mračnoga Stakla. Naposljetku počinje bitku protiv samih bogova Cuotla, koji žele cijeli Aio podrediti sebi, a sve zbog neobičnog stroja koji kontrolira sudbine ljudi, a kojeg je stvorio Czin, bog smrti. 

### Vinci
Vinci su gospodari metala, industrije i strojeva. Oni se oslanjaju na genijalnost i industriju kako bi ostvarili svoje ambicije. Vinci su labavi savez gradova-država čije se jedinstvo ogleda u ratu - često međusobnom! Vinci su podređeni sili industrije.

### Alin
Alini su djeca pustinje. Alinsko Kraljevstvo je odraz moći magije i misticizma. Tisućama godina, magijske škole Vatre, Pijeska i Stakla stvorile su tri okosnice moći Alina. Alini su podređeni sili magije.

### Cuotl
Cuotli su, moćni i zagonetni, nepoznat čimbenik borbe za opstanak u Aiou. Legende ovoga naroda govore o tome kako su ih posjetili sami bogovi prije više tisuća godina, ali tek nedavno ovi ljudi su se sami uvjerili u to. Cuotli su podređeni sili bogova.   

## Mehanika igre
Mehanika igre se sastoji od: gradnje grada, prikupljanja resursa, istraživanja, pripreme vojske i bitke. Razlike među rasama uveliko se odražavaju na mehaniku igre, pa je data okvirna mehanika. 

### Gradnja grada
Grad je osnova za dalji tok bitke. Njime određena rasa osniva i širi svoj teritorij. Grad se sastoji od oblasti (distrikata) koji imaju ulogu u vojnom, tehnološkom, gospodarstvenom i upravnom smislu. Distrikti su različiti od rase do rase, ali okvirno imaju istu svrhu. Distrikti mogu biti:
- Vojni: njihova svrha je odbrana i zaštita grada, povećanje maksimuma populacije i stvaranje dodatnih vojnih trupa. Sve rase ga zovu "vojni distrikt".
- Tehnološki: poboljšavaju i iskorištavaju sve prednosti tehnologija pojedine rase. Kod Vincija je to "industrijski distrikt", kod Alina "magijski distrikt", a kod Cuotla "sveti distrikt".
- Gospodarski: oni povećavaju maksimum prikupljenih resursa, kapacitet i vrijednost proizvodnnje resursa. Kod Vincija i Alina to je "trgovački distrikt", a kod Cuotla "reaktorski distrikt".
- Upravni: povećavaju otpor, veličinu, snagu i granice grada, te imaju razne druge pozitivne efekte. Sve rase ga zovu "distrikt palača".

Pored distrikata koji su u izravnoj vezi s gradom, postoje brojne druge popratne građevine koje služe prikupljanju resursa, raznima istraživanjima i obuci vojske.

### Prikupljanje resursa
Resursi su neophodni za gradnju, razvoj i obuku vojske. Osnovni resurs koji služi kao pogonsko gorivo svima rasama jeste mineral timon, koji se javlja u vidu plavih kristala. Za njegovo prikupljanje potrebno je izgraditi rudnik kraj njegovog nalazišta. Veličina rudnika ovisi o veličini nalazišta. Vinci i alini koriste novac kao drugi resurs, a Cuotli energiju. Novac se prikuplja putem trgovine među gradovima i drugim objektima, a energija u reaktorskim distriktima.

### Istraživanje
Svaka rasa je podređena određenoj sili, međutim oblasti istraživanja su slične: vojna, tehnološka, gospodarska i nacionalna, a imaju veliki spektar utjecaja na naciju. Svako istraživanje ima svoju cijenu i preduvjete. 

### Vojska i bitka
U ratu za opstanak svaka vojna pomoć je dobrodošla. Zato igrač mora veliku pažnju posvetiti obuci i razvoju svoje vojske, te naposljetku bitci. Svaka rasa ima jedinstvenu vojsku s vekikim brojem različitih vrasta vojnih jedinica, ali i s prednostima i manama. Najvažniji čimbenici vojske su nacionalni heroji. Kod Vincija su to veliki vojskovođe, kod Alina moćni čarobnjaci, a kod Cuotla sami bogovi.